# Teun A. van Dijk
Teun Adrianus van Dijk (Naaldwijk, 1943) é um linguista neerlandês conhecido por suas contribuições aos campos da linguística textual e da análise do discurso, na qual é uma das principais figuras da análise crítica do discurso, propondo uma abordagem que leva em conta a relação ente cognição, discurso e sociedade. Suas pesquisas mais conhecidas centram-se em questões como racismo, ideologia, conhecimento, contexto e processamento discursivo. Atualmente é professor da Universidade Pompeu Fabra.